# Себекхотеп VIII
Себекхотеп VIII — фараон Древнего Египта из второго переходного периода. Династия, в которой он правил, обсуждается, хотя многие считают его из XVI династии, но Юрген фон Бекерат и Лабиб Хабачи утверждают, что он из XIII династии. Единственным современным свидетельством Себекхотепа VIII является стела, найденная внутри третьего пилона в Карнакском храме. Она использовалась в качестве строительного материала для заполнения пилона во время ремоных работ  под руководством Аменхотепа III.